# استان عمران
عمران (به عربی: محافظة عمران) نام استانی در کشور یمن در شبه جزیره عربستان است.

## جغرافیا
استان عمران در فاصلهٔ ۴۸ کیلومتری شهر صنعا پایتخت یمن واقع شده‌است.
مورخ یمنی «شرف الدین» می‌گوید که شهر عمران در دوران قدیم حصار بند (سور) بوده‌است ودارای دو «باب» (دروازه) ورودی و خروجی بوده‌است، دروازه قسمت غربی شهر «باب الآعلا» می‌نامیده‌اند، و دروازه قسمت شرقی «باب الآسفل» می‌خوانده‌اند.

## جمعیت
جمعیت استان عمران در حدود ۲۲۵۹۲ نفر می‌باشد.
ارتفاع این استان از سطح دریا در حدود ۲۳۰۲ متر می‌باشد.
زمین‌های حاصلخیز و آب‌های زیر زمینی اش بسیار شیرین است.
چند حلقه چاه قدیمی وجود دارد و بنام‌های «چاه بنوباکر» و «چاه المدینة» و «چاه ناعط» معروف هستند.
آب این چاه‌ها برای آبیاری مزروعات و آشامیدنی مورد استفاده‌است. تعدادی در حدود ۱۰۰ اصله نخل خرما در اطراف این چاه‌ها دیده می‌شوند. شغل مردم آیت استان کشاورزی است.
اکثریت جمعیت این استان شیعه زیدیه هستند.

## آثار
در گوشه و کنار شهر عمران آثار مختلفی از دوران بسیار دور باقی مانده‌است و به چشم می‌خورد.
در وسط این استان آثار بنای عظیمی وجود دارد که اهالی منطقه آن را «قصر» می‌نامند، می‌گویند در زمانهای بسیار دور شخصی بنام «غفار» در آن زندگی می‌کرده‌است و به داد و ستد مردم رسیدگی می‌کرده‌است.
همچنین در قسمت شرقی استان عمران آثار قصر بزرگی باقی مانده‌است که به «قصر ظللی» معروف است. در روی تپه ای در شمالی استان عمران آثار و خرابه‌های بنای عظیمی از دور پیداست مردم آن را «قعلهٔ صللی» می‌خوانند.